# إليزار مويسيفيتش ميليتينسكي
إليزار مويسيفيتش ميليتينسكي (بالإنجليزية: Eleazar Moiseevich Meletinskii)‏، (بالروسية: Елеаза́р Моисе́евич Мелети́нский)‏؛ 22 أكتوبر 1918، خاركيف - 17 ديسمبر 2005، موسكو. كان عالمًا روسيًا مشهورًا بدراساته الأساسية للفولكلور والأدب وعلم فقه اللغة وتاريخ السرد ونظرية السرد؛ لقد كان أحد الشخصيات الرئيسية في الأوساط الأكاديمية الروسية في تلك المجالات. 

## روابط خارجية
- Brief obituary and photo باللغة الروسية
- The Archaic Epic and Its Relationship to Ritual